# Schweizer Rundschau
Schweizer Rundschau è stata una rivista svizzera di politica e cultura, di orientamento cattolico, fondata nel 1900 a Stans con il nome Schweizerische Rundschau (da non confondere con l'omonimo mensile pubblicato fra il 1891 e il 1896). Fra i principali redattori: Anton Gisler e Hans von Matt (cofondatori), Carl Doka (dal 1924, allorché la rivista cambiò sede da Stans a Einsiedeln), Siegfried Streicher (dal 1944 — quando il titolo della testata divenne Schweizer Rundschau, pubblicata da vari editori — fino al 1963) e infine Urs C. Reinhardt (dal 1964 al 1978).